# Ніч без краю
«Ніч без краю» («Sahilsiz gecə») — радянський художній фільм 1989 року, знятий режисером Шахмаром Алекперовим на кіностудії «Азербайджанфільм».

## Сюжет
Трапляється так, що найменша помилка, наслідок лише єдиного невірного кроку, може переслідувати людину все життя. Саме так сталося з головною героїнею фільму. Фатальну роль у моральному падінні Зібейди відіграли зловісні 1930-ті роки. Дія охоплює кілька десятиліть життя Зібейди.

## У ролях
- Огульдурди Мамедкулієва — Зейнаб у зрілому віці
- Мехрібан Ханларова — Зібейда в юності
- Інара Зейналова — Зібейда в дитинстві
- Сафура Ібрагімова — Дурдана
- Кямаля Абдуллаєва — Дурдана в юності
- Нурія Ахмедова — Роза
- Абдулгані Алієв — Агагюль
- Б. Гусейнова — Ніса
- Талят Рахманов — Сафар
- З. Керімова — Шафіга
- Назім Агаєв — епізод
- Таріель Касімов — епізод
- Сулейман Ахмедов — епізод
- Лариса Халафова — епізод
- Фікрет Мамедов — епізод
- Ельданіз Расулов — епізод
- Наджиба Бейбутова — епізод
- Зіллі Намазов — епізод
- Намік Усубалієв — епізод
- Гюмрах Рагімов — епізод
- Логман Керімов — епізод
- Дадаш Казімов — епізод
- Мухтар Манієв — епізод
- Кяміль Магерамов — епізод
- Тавеккюль Ісмаїлов — епізод

## Знімальна група
- Режисер — Шахмар Алекперов
- Сценарист — Ельчин Ефендієв
- Оператор — Рафік Алієв